# 1996-os sílövő-világbajnokság
Az 1996-os sílövő-világbajnokságot február 3.-a és 11.-e között rendezték Németországban, Ruhpoldingban.

## Részt vevő nemzetek
| Amerikai Egyesült Államok |
| Ausztrália                |
| Ausztria                  |
| Bulgária                  |
| Csehország                |
| Észtország                |
| Fehéroroszország          |
| Finnország                |

| Franciaország |
| Görögország   |
| Hollandia     |
| Japán         |
| Kanada        |
| Lengyelország |
| Lettország    |
| Litvánia      |

| Magyarország       |
| Moldova            |
| Egyesült Királyság |
| Németország        |
| Norvégia           |
| Olaszország        |
| Oroszország        |
| Románia            |

| Svájc      |
| Svédország |
| Szlovákia  |
| Szlovénia  |
| Ukrajna    |
| 29 nemzet  |

## Éremtáblázat
| Hely     | Nemzet           | Arany | Ezüst | Bronz | Összesen |
| 1.       | Oroszország      | 4     | 4     | 0     | 8        |
| 2.       | Németország      | 2     | 1     | 0     | 3        |
| 3.       | Franciaország    | 1     | 1     | 1     | 3        |
| 4.       | Fehéroroszország | 1     | 0     | 2     | 3        |
|          |                  |       |       |       |          |
| 5.       | Ukrajna          | 0     | 1     | 2     | 3        |
| 6.       | Norvégia         | 0     | 1     | 0     | 1        |
|          |                  |       |       |       |          |
| 7.       | Olaszország      | 0     | 0     | 2     | 2        |
| 8.       | Svédország       | 0     | 0     | 1     | 1        |
|          |                  |       |       |       |          |
| Összesen | Összesen         | 8     | 8     | 8     | 24       |

## Férfi

### Egyéni
A verseny időpontja: 1996. február 4.
| #     | Versenyző         | Lövőhiba (F+Á+F+Á) | Időeredmény | Hátrány  |
| ----- | ----------------- | ------------------ | ----------- | -------- |
| Arany | Szergej Taraszov  | 0+0+0+0            | 52:03.2     |          |
| Ezüst | Vlagyimir Dracsov | 0+0+0+2            | 54:09.3     | +2:06.1  |
| Bronz | Vadzim Szasurin   | 0+1+0+0            | 54:13.9     | +2:10.7  |
| 4.    | Hubert Leitgeb    | 0+0+0+0            | 54:13.9     | +2:26.1  |
| 5.    | Alekszej Kobelev  | 0+1+0+1            | 55:08.0     | +3:04.8  |
| 6.    | Tomasz Sikora     | 1+0+0+0            | 55:21.2     | +3:18.0  |
| 7.    | Aljakszandr Papov | 0+0+0+1            | 55:36.0     | +3:32.8  |
| 8.    | Frank Luck        | 0+0+0+1            | 55:45.0     | +3:41.8  |
| 9.    | Ricco Gross       | 1+0+0+0            | 55:49.4     | +3:46.2  |
| 10.   | Jean-Marc Chabloz | 0+1+0+0            | 55:52.1     | +3:48.9  |
| ----  | ----              | ----               | ----        | ----     |
| 64.   | Panyik János      | 3+1+0+2            | 1:02:25.2   | +10:22.0 |
| 81.   | Holéczy Tibor     | 1+3+1+3            | 1:05:38.3   | +13:35.1 |

### Sprint
A verseny időpontja: 1996. február 9.
| #     | Versenyző            | Lövőhiba (F+Á) | Időeredmény | Hátrány |
| ----- | -------------------- | -------------- | ----------- | ------- |
| Arany | Vlagyimir Dracsov    | 0+1            | 26:52.3     |         |
| Ezüst | Viktor Majgurov      | 0+0            | 27:02.0     | +9.7    |
| Bronz | René Cattarinussi    | 0+0            | 27:31.0     | +38.7   |
| 4.    | Pieralberto Carrara  | 0+0            | 27:31.2     | +38.9   |
| 5.    | Frode Andresen       | 0+1            | 27:33.7     | +41.4   |
| 6.    | Ole Einar Bjørndalen | 0+0            | 27:36.7     | +44.4   |
| 7.    | Wilfried Pallhuber   | 0+0            | 27:40.7     | +48.4   |
| 8.    | Petr Garabík         | 0+0            | 27:58.0     | +1:05.7 |
| 9.    | Szergej Taraszov     | 1+1            | 28:00.9     | +1:08.6 |
| 10.   | Alekszej Kobelev     | 0+0            | 28:07.5     | +1:15.2 |
| ----  | ----                 | ----           | ----        | ----    |
| 70.   | Panyik János         | 0+2            | 30:48.4     | +3:56.1 |
| 79.   | Oláh István          | 0+2            | 31:45.9     | +4:53.6 |

### Váltó
A verseny időpontja: 1996. február 11.
| #     | Versenyző                                                                                   | Lövőhiba (F+Á) | Időeredmény | Hátrány | #   | Versenyző                                                                                  | Lövőhiba (F+Á) | Időeredmény | Hátrány  |
| ----- | ------------------------------------------------------------------------------------------- | -------------- | ----------- | ------- | --- | ------------------------------------------------------------------------------------------ | -------------- | ----------- | -------- |
| Arany | Oroszország · Viktor Majgurov · Vlagyimir Dracsov · Szergej Taraszov · Alekszej Kobelev     | 0+0 0+0        | 1:19:50.8   |         | 7.  | Lengyelország · Wieslaw Ziemianin · Tomasz Sikora · Wojciech Kozub · Jan Ziemianin         | 0+0 0+0        | 1:22:51.5   | +3:00.2  |
| Ezüst | Németország · Ricco Gross · Peter Sendel · Frank Luck · Sven Fischer                        | 0+0 0+1        | 1:20:50.9   | +1:00.1 | 8.  | Ausztria · Hannes Obererlacher · Wolfgang Perner · Reinhard Neuner · Ludwig Gredler        | 0+0 0+1        | 1:23:23.1   | +3:32.3  |
| Bronz | Fehéroroszország · Aljakszej Ajdarav · Aleh Rizsankov · Vadzim Szasurin · Aljakszandr Papov | 0+0 0+0        | 1:21:05.9   | +1:15.1 | 9.  | Svédország · Rickard Noberius · Tord Wiksten · Jonas Eriksson · Fredrik Kuoppa             | 0+0 0+0        | 1:23:52.1   | +4:01.3  |
| 4.    | Norvégia · Egil Gjelland · Frode Andresen · Dag Bjørndalen · Ole Einar Bjørndalen           | 0+0 0+0        | 1:21:32.6   | +1:41.8 | 10. | Olaszország · René Cattarinussi · Wilfried Pallhuber · Patrick Favre · Pieralberto Carrara | 0+0 1+1        | 1:23:53.1   | +4:02.3  |
| 5.    | Franciaország · Franck Perrot · Raphaël Poirée · Thierry Dusserre · Herve Flandin           | 0+0 0+0        | 1:22:21.0   | +2:30.2 | ... | ...                                                                                        | ...            | ...         | ...      |
| 6.    | Finnország · Vesa Hietalahti · Ville Räikkönen · Erkki Latvala · Paavo Puurunen             | 0+1 0+0        | 1:22:42.7   | +2:51.9 | 22. | Magyarország · Panyik János · Oláh István · Tagscherer Imre · Holéczy Tibor ·              | 1+0 2+0        | 1:31:53.2   | +12:02.4 |

### Csapat
A verseny időpontja: 1996. február 6.
| #     | Versenyző                                                                              | Lövőhiba (F+Á) | Időeredmény | Hátrány | #   | Versenyző                                                             | Lövőhiba (F+Á) | Időeredmény | Hátrány |
| ----- | -------------------------------------------------------------------------------------- | -------------- | ----------- | ------- | --- | --------------------------------------------------------------------- | -------------- | ----------- | ------- |
| Arany | Fehéroroszország · Vadzim Szasurin · Aleh Rizsankov · Aljakszandr Papov · Petr Ivasjko | ?              | 26:05.6     |         | 6.  | Németország · Frank Luck · Sven Fischer · Ricco Gross · ???           | ?              | 27:28.8     | +1:23.2 |
| Ezüst | Oroszország · Viktor Majgurov · Vlagyimir Dracsov · Pavel Muszlimov · Szergej Rozskov  | ?              | 26:37.9     | +32.3   | 7.  | Csehország · Petr Garabík · Jiří Holubec · Ivan Masařík · ???         | ?              | 27:33.2     | +1:27.6 |
| Bronz | Olaszország · René Cattarinussi · Pieralberto Carrara · Patrick Favre · Hubert Leitgeb | ?              | 26:49.8     | +44.2   | 8.  | Finnország · Ville Räikkönen · Vesa Hietelahti · Paavo Puurunen · ??? | ?              | 27:38.6     | +1:33.0 |
| 4.    | Norvégia · Halvard Hanevold · Egil Gjelland · Ole Einar Bjørndalen · ???               | ?              | 27:17.3     | +1:11.7 | 9.  |                                                                       | ?              | ?           | ?       |
| 5.    | Ausztria · Reinhard Neuner · Wolfgang Perner · Ludwig Gredler · ???                    | ?              | 27:23.5     | +1:17.9 | 10. |                                                                       | ?              | ?           | ?       |

## Női

### Egyéni
A verseny időpontja: 1996. február 3.
| #     | Versenyző                  | Lövőhiba (F+Á+F+Á) | Időeredmény | Hátrány  |
| ----- | -------------------------- | ------------------ | ----------- | -------- |
| Arany | Emmanuelle Claret          | 1+0+0+1            | 46:43.1     |          |
| Ezüst | Olga Ivanovna Melnyik      | 0+1+0+0            | 47:55.3     | +1:12.2  |
| Bronz | Olena Petrova              | 0+0+0+1            | 48:15.7     | +1:32.6  |
| 4.    | Nathalie Santer            | 0+1+0+1            | 48:23.0     | +1:39.9  |
| 5.    | Szvjatlana Paramihina      | 0+1+0+0            | 48:44.4     | +2:01.3  |
| 6.    | Iva Karagjozova-Skodreva   | 0+0+0+0            | 48:46.4     | +2:03.3  |
| 7.    | Alena Zubrilava            | 1+1+0+0            | 48:47.1     | +2:04.0  |
| 8.    | Natallja Rizsankova        | 0+1+1+0            | 49:33.8     | +2:50.7  |
| 9.    | Anne Briand                | 1+0+2+1            | 49:56.3     | +3:13.2  |
| 10.   | Simone Greiner-Petter-Memm | 0+0+2+1            | 50:09.4     | +3:26.3  |
| ----  | ----                       | ----               | ----        | ----     |
| 57.   | Bekecs Zsuzsanna           | 1+1+0+0            | 56:26.3     | +9:43.2  |
| 71.   | Szemcsák Éva               | 0+3+3+3            | 1:03:00.5   | +16:17.4 |

### Sprint
A verseny időpontja: 1996. február 8.
| #     | Versenyző                  | Lövőhiba (F+Á) | Időeredmény | Hátrány |
| ----- | -------------------------- | -------------- | ----------- | ------- |
| Arany | Olga Romaszko              | 0+0            | 22:30.5     |         |
| Ezüst | Ann-Elen Skjelbreid        | 0+1            | 22:49.9     | +19.4   |
| Bronz | Magdalena Forsberg         | 0+0            | 22:52.5     | +22.0   |
| 4.    | Galina Kukleva             | 1+0            | 22:53.1     | +22.6   |
| 5.    | Corinne Niogret            | 0+1            | 23:13.5     | +43.0   |
| 6.    | Hildegunn Mikkelsplass     | 0+0            | 23:16.1     | +45.6   |
| 7.    | Liv Grete Skjelbreid       | 0+1            | 23:18.2     | +47.7   |
| 8.    | Annette Sikveland          | 1+1            | 23:25.4     | +54.9   |
| 9.    | Florence Baverel-Robert    | 0+1            | 23:26.8     | +56.3   |
| 10.   | Simone Greiner-Petter-Memm | 0+2            | 23:27.1     | +56.6   |
| ----  | ----                       | ----           | ----        | ----    |
| 65.   | Dira Bernadett             | 0+3            | 26:16.2     | +3:45.7 |
| 71.   | Szemcsák Éva               | 2+4            | 28:30.6     | +6:00.1 |

### Váltó
A verseny időpontja: 1996. február 10.
| #     | Versenyző                                                                                             | Lövőhiba (F+Á) | Időeredmény | Hátrány | #   | Versenyző                                                                              | Lövőhiba (F+Á) | Időeredmény | Hátrány  |
| ----- | --- | -------------- | ----------- | ------- | --- | -------------------------------------------------------------------------------------- | -------------- | ----------- | -------- |
| Arany | Németország · Uschi Disl · Simone Greiner-Petter-Memm · Katrin Apel · Petra Behle                     | 0+1 0+0        | 1:33:59.8   |         | 7.  | Csehország · Kateřina Holubcová · Irena Česneková · Irena Tomsová · Eva Háková         | 0+0 0+0        | 1:38:55.0   | +4:55.2  |
| Ezüst | Franciaország · Corinne Niogret · Florence Baverel-Robert · Emmanuelle Claret · Anne Briand           | 0+0 2+1        | 1:36:44.8   | +2:45.0 | 8.  | Finnország · Sanna-Leena Perunka · Mari Lampinen · Eija Salonen · Annukka Mallat       | 0+0 0+0        | 1:39:10.6   | +5:10.8  |
| Bronz | Ukrajna · Tetyana Vodopjanova · Valentina Cerbe-Neszina · Olena Petrova · Alena Zubrilava             | 1+0 0+0        | 1:36:48.1   | +2:48.3 | 9.  | Japán · Sindó-Honma Mami · Szeino-Szuga Hiromi · Sakiko Takefushi · Abe Yukari         | 0+0 0+0        | 1:39:35.7   | +5:35.9  |
| 4.    | Norvégia · Ann-Elen Skjelbreid · Annette Sikveland · Hildegunn Mikkelsplass · Liv Grete Skjelbreid    | 1+0 1+0        | 1:36:58.1   | +2:58.3 | 10. | Svédország · Susanne Hjert · Magdalena Forsberg · Kristina Brouneus · Maria Schylander | 0+0 0+0        | 1:41:20.2   | +7:20.4  |
| 5.    | Oroszország · Olga Melnyik · Galina Kukleva · Olesja Tupilenko · Olga Romaszko                        | 0+0 0+1        | 1:37:10.7   | +3:10.9 | ... | ...                                                                                    | ...            | ...         | ...      |
| 6.    | Fehéroroszország · Natallja Rizsankova · Natallja Permjakova · Svetlana Belan · Szvjatlana Paramihina | 0+0 0+0        | 1:37:59.7   | +3:59.9 | 16. | Magyarország · Szemcsák Éva · Bozsik Anna · Dira Bernadett · Bekecs Zsuzsanna          | 0+0 0+0        | 1:48:33.1   | +14:33.3 |

### Csapat
A verseny időpontja: 1996. február 6.
| #     | Versenyző                                                                                                  | Lövőhiba (F+Á) | Időeredmény | Hátrány | #   | Versenyző                                                                               | Lövőhiba (F+Á) | Időeredmény | Hátrány |
| ----- | --- | -------------- | ----------- | ------- | --- | --------------------------------------------------------------------------------------- | -------------- | ----------- | ------- |
| Arany | Németország · Katrin Apel · Petra Behle · Uschi Disl · Simone Greiner-Petter-Memm                          | 0+1 1+0        | 23:23.6     |         | 7.  | Csehország · Eva Háková · Kateřina Holubcová · Hana Rychterova · Irena Česneková        | 1+0 1+1        | 26:07.0     | +2:43.4 |
| Ezüst | Ukrajna · Tetyana Vodopjanova · Olena Petrova · Alena Zubrilava · Nyina Lemes                              | 1+1 1+0        | 24:22.7     | +59.1   | 8.  | Finnország · Sanna-Leena Perunka · Annukka Mallat · Katja Holanti · Eija Salonen        | 0+1 2+0        | 26:09.4     | +2:45.8 |
| Bronz | Franciaország · Anne Briand · Corinne Niogret · Florence Baverel-Robert · Emmanuelle Claret                | 0+0 2+1        | 24:25.9     | +1:02.3 | 9.  | Svédország · Maria Schyllander · Susanne Sellin · Kristina Broneus · Magdalena Forsberg | 0+1 3+1        | 27:05.8     | +3:42.2 |
| 4.    | Fehéroroszország · Ludmilla Arlouskaja · Szvjatlana Paramihina · Natallja Rizsankova · Natallja Permjakova | 0+0 2+1        | 25:27.8     | +2:04.2 | 10. | Oroszország · Julia Kondratjeva · Irina Mileshina · Galina Kukleva · Olga Romaszko      | 1+1 3+3        | 27:05.9     | +3:42.3 |
| 5.    | Egyesült Államok · Deborah Nordyke · Stacey Wooley · Kristina Sabasteanski · Ntala Skinner                 | 1+0 0+2        | 25:32.0     | +2:08.4 | ... | ...                                                                                     | ...            | ...         | ...     |
| 6.    | Szlovákia · Sona Mihokova · Anna Murinova · Jana Meiszinglerova · Martina Halinarova                       | 0+1 1+1        | 25:54.2     | +2:30.6 | 13. | Magyarország · Szemcsák Éva · Bozsik Anna · Dira Bernadett · Bekecs Zsuzsanna ·         | 2+0 3+0        | 27:42.0     | +4:18.4 |